# سیلوانوس دونگ دونگ
سیلوانوس دونگ دونگ (انگلیسی: Sylvanus Dung Dung؛ زادهٔ ۲۷ ژانویهٔ ۱۹۴۹) بازیکن هاکی روی چمن اهل هند بود.
وی به‌همراه تیم ملی هاکی روی چمن مردان هند به قهرمانی بازی‌های المپیک تابستانی ۱۹۸۰ دست پیدا کرده‌است.